# Učlovečenje
Učlovečenje človeka je proces, ki se je zgodil med 2 do 1,5 milijoni let, ko se je iz avstralopithecusa afarensisa razvil homo habilis.